# 결사팔대

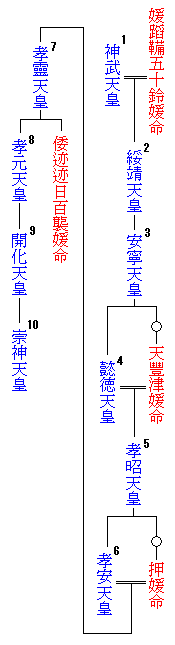
1대부터 10대까지의 일본 천황 계보

결사팔대(일본어: 欠史八代 또는 缺史八代 겟시하치다이[*])는 《고사기》(古事記)와 《일본서기(日本書紀)》의 계보상에는 존재하지만, 행적이 기록되어 있지 않는 제2대 스이제이 천황부터 제9대 가이카 천황까지 이르는 8명의 천황과 그 시대를 일컫는 말이다.
현대의 일본 사학계에는 이 8명의 천황을 실존인물이 아니라 후대에 만들어진 존재라고 여기는 견해가 유력하지만, 이에 반해 실존설도 뿌리깊게 존재한다.

## 배경
결사팔대를 처음 주장한 사람은 역사학자인 쓰다 소키치(津田左右吉, 1873~1961)이다. 쓰다는 결사팔대 뿐만이 아니라 가이카 천황 이후의 스진 천황, 스이닌 천황, 게이코 천황, 세이무 천황, 주아이 천황과 주아이 천황의 아내인 진구 황후의 실존 여부에도 의문을 제기하며 "결사십삼대(欠史十三代)"를 주장했다.
쓰다 소키치의 이러한 주장은 당시 천황에 대한 불경죄에 해당되었으며, 1942년 불경죄로 기소되어 유죄판결을 받았다. 하지만 제2차 세계 대전 이후 결사팔대는 고대사에 주류가 되었으며, 현재까지도 이어져 오고 있다. 결사팔대에 반대하여 천황의 실존설을 주장하는 학자도 적지 않다.

## 개요
고대 천황의 계보는 『고사기』와 『일본서기』(통칭하여 『기기(記紀)』)에 의해 전해지고 있으나, 초기 천황의 계보 중에는 후대에 창작된 것으로 보이는 사례가 다수 존재한다. 그 가운데 대표적인 예로 꼽히는 것이 바로 ‘결사팔대(欠史八代)’라 불리는 아래에 붉은색으로 표시된 8명의 천황들이다.
| 대수 | 한문 이름      | 고유어 이름                      | 죽은 나이 (고사기/일본서기) | 황후의 성씨(고사기)                                                                  | 황후의 성씨 (일본서기) | 황후의 성씨 (『일본서기 일서』)            |
| ---- | -------------- | -------------------------------- | --------------------------- | ------------------------------------------------------------------------------------ | ---------------------- | ------------------------------------------ |
| 1    | 진무(神武)     | 카미야마토이하레히코호호데미     | 127세/137세                 | -                                                                                    | -                      | -                                          |
| 2    | 스이제이(綏靖) | 카미누나카하미미                 | 45세/84세                   | 시키현주(師木県主)                                                                   | (사대주신(事代主神))   | 시키현주, 가스가현주                       |
| 3    | 안네이(安寧)   | 시키츠히코타마테미               | 49세/57세                   | 시키현주                                                                             | (사대주신)             | 시키현주, 오마스쿠네                       |
| 4    | 이토쿠(懿徳)   | 오호야마토히코스키토모           | 45세/77세                   | 시키현주                                                                             | (식석이명(息石耳命))   | 시키현주, 시키현주                         |
| 5    | 고쇼(孝昭)     | 미마츠히코카에시네               | 93세/114세                  | 오와리노무라지(尾張連)                                                               | 오와리노무라지         | 시키현주, (왜국풍추협태웅(倭国豊秋狭太雄)) |
| 6    | 고안 (孝安)    | 오호야마토타라시히코쿠니오시히토 | 123세/137세                 | (조카)                                                                               | (조카)                 | 시키현주, 도이치현주(十市県主)             |
| 7    | 고레이(孝霊)   | 오호야마토네코히코후토니         | 106세/128세                 | 도이치현주, 가스가, (오호야마토), (오호야마토)                                       | 시키현주               | 가스가, 도이치현주                         |
| 8    | 고겐 (孝元)    | 오호야마토네코히코쿠니쿠루       | 57세/116세                  | 호즈미노오미(穂積臣), 호즈미노오미, (가와치)                                         | 호즈미노오미           | -                                          |
| 9    | 가이카(開化)   | 와카야마토네코히코오호히히       | 63세/115세                  | 단바노오오아가타노아루지(旦波之大県主), 호즈미노오미, 마로니노오미(丸邇臣), 가쓰라기 | 모노노베(物部)         | -                                          |
| 10   | 스진(崇神)     | 미마키이리히코이니에             | 168세                       | -                                                                                    |                        |                                            |

『고사기』와 『일본서기』의 주요 전거로는『제기(帝紀)』와 『구사(旧辞)』가 있다. 이들 문헌은 오래 전에 소실되어 전해지지 않지만, 전자는 천황의 이름, 계보, 후비와 자녀의 이름, 궁의 위치, 치세 중의 주요 사건, 재위 연수, 왕릉의 위치 등을 담고 있었던 것으로 추정되며, 후자는 신들이 지배하던 신대(神代)의 이야기, 신들을 위한 제사의 이야기, 천황이나 영웅들의 역사 이야기, 가요, 지명 및 사물의 기원 설화 등으로 구성되어 있었던 것으로 추정된다. ‘결사팔대(欠史八代)’가 ‘기록이 없던 시대’로 간주되는 이유는 『기기』에 전해지는 각 천황의 기사들이 대부분 『제기』에 해당하는 계보 정보만으로 이루어져 있고, 『구사』에 해당하는 이야기나 가요 등 구체적인 역사적 정보가 존재하지 않기 때문이다. 이러한 이유로, 이 8대의 천황은 황실의 기원을 보다 오래된 것으로 만들기 위해 후세에 추가된 인물일 가능성이 제기됨에 따라 실존 여부가 문제로 떠오르게 되었다.
‘결사팔대’에 대한 본격적인 논의는 제2차 세계 대전 종전 이후에 시작되었다. 전쟁 전에는 『기기』 연구에 있어 황통이나 국체와 같은 개념에 대해 어느 정도 고려되어야 했으며, 특히 1930년대 이후 그 경향이 두드러졌다. 초기 천황들의 이름이 존칭과 미칭으로만 구성되어 있어 실명으로 보기 어렵다는 점을 논한 역사학자 쓰다 소키치는 『기기』 연구를 둘러싸고 주요 출판사인 원리일본사原理日本社로부터 공격을 받았으며, 출판법 위반 혐의로 체포되었는데 이를 '쓰다 사건'이라고 한다. 이와 같은 사회 분위기 속에서 연구자들은 자유롭게『기기』의 사실성에 의문을 제기하는 연구 성과를 발표하고 게재할 수 없게 되었다. 일본 고대사 연구자인 나오키 고지로(直木孝次郎)는 "교토대 재학 중(1941~1943), 과거에 기다 사다요시(喜田貞吉) 교수가 수업 중에 ‘결사팔대는 믿기 어렵다’는 말을 했다는 이야기를 선배에게 들은 기억이 있다"고 회고하면서도, 당시 이런 내용을 출판물로 내놓은 사례는 드물었을 것이라고 말하고 있다.
일본의 패전으로 인해 천황의 역사에 대한 연구에 있어서의 금기나 정치적 제약이 완화되었고, 이에 따라 ‘결사팔대’에 대한 논의도 본격화되었다. 이들 8대 천황이 후세에 창작된 가공의 존재라는 견해는 20세기 말까지 대체로 정설로 자리 잡았으며, 그 계보가 형성된 시기는 여러 논점을 종합해 볼 때 대체로 덴무조(天武朝), 즉 7세기 말 무렵으로 여겨지고 있다. 또한 ‘결사팔대’의 계보에서 나타나는 여러 특징은 현재까지도 계속 논의의 대상이 되고 있다.
이와 관련해, 전부 새롭게 창작된 것이 아니라 어느 시점에서 시조 진무 천황부터 스진 천황까지의 계승 관계가 이름만 구전으로 전해지던 것을 후대에 황통 계보에 편입시켰다는 견해도 존재한다.

## 이름
결사팔대(欠史八代)의 각 천황이 가진 고유어 시호(和風諡号)는 독특한 특징을 지닌다. 제3대 안녕(安寧), 제4대 의덕(懿徳), 제5대 효소(孝昭) 천황의 시호 구성 요소인 ‘히코’(彦)는 초대 신무천황(神武天皇, 카미야마토이하레히코)의 이름과 공통될 뿐 아니라, 응신천황(応神天皇) 이전 시대의 황자들 중에서도 여러 씨족의 시조로 간주되는 인물들에게 자주 나타나는 명칭이다. 그러나 이러한 이름을 가진 인물 중 실재가 확실한 경우는 극히 드물며, 한편 헤이안시대 중기의 『엔기시키(延喜式)』의 신명장(神名帳)에 기록된 신사를 모시는 제신(祭神) 중에는 이름 끝에도 ‘히코’가 붙은 경우가 여럿 존재한다.
또한 제7대 효령(孝霊), 제8대 효원(孝元), 제9대 개화(開化) 천황의 시호에 포함되어 '야마토의 근본'이라는 의미이기도 한 ‘야마토네코’(倭根子)라는 요소는 제10대 숭신천황(崇神天皇) 이후의 천황들에겐 나타나지 않지만, 7세기 말에서 8세기 초에 걸친 천황들인 지토(持統, 오호야마토네코아메노히로노히메), 몬무 천황(文武, 야마토네코토요오호치), 겐메이(元明, 야마토네코아마쓰미시로토요쿠니나리히메), 겐쇼(元正, 야마토네코타카미즈키요타라시히메) 등과는 공통점을 지닌다.
더불어 제6대 효안(孝安) 천황의 시호에 포함된 ‘타라시’(足)는, 결사팔대와 마찬가지로 실재 여부가 의심받는 게이코(景行, 오호타라시히코오시로와케), 세이무(成務, 와카타라시히코) 천황의 이름에서도 반복된다.
이러한 점들로부터, 결사팔대 천황들의 와후 시호는 후세의 사서 편찬 시기에 지어진 것일 가능성이 높다고 여겨지고 있다.

## 실존 여부

### 비실존설
중국의 전한과 후한에서 유행했던 유교 경전인 위서(緯書)에는 육십갑자중 신유(辛酉)년을 '천명(天命)이 바뀌는 해'이자 '왕조가 교체되는 혁명의 해'로 여겼다. 이로 인해 고대 일본에서는 정변이나 변란이 일어나지 않기를 바라는 목적으로 신유년에 개원, 즉 연호를 바꾸는 것이 관례가 되었는데, 헤이안 시대의 미요시 기요쓰라(三善清行)의 건의로 인해 901년에 개원한 것을 시작으로 신유 개원은 1861년까지 이어져 왔다. 일본에서는 신유년과 갑자년에 개원하는 것이 정례화되었다.
메이지 시대 학자인 나카 미치요(那珂通世, 1851~1908)는 《혁명감문(革命勘文)》에 있는 중국 한나라의 학자 정현(鄭玄)의 주석의 문구 내용을 근거로, "1260년을 주기로 한 번 돌아오는 신유년에 대혁명이 있는데, 그 해가 스이코 천황 9년(601년)이며, 601년에 맞춰 이 해에서 1260년을 역산한 기원전 660년을 진무 천황이 즉위한 해로 설정한 것이다"라고 주장했다.
나카 미치요가 산출한 진무 천황의 즉위 연도 설정에 관한 주장은 1897년 『상세년기고(上世年紀考)』에 실렸으며, 현재 일본 역사 학계에서는 나카 미치요의 주장이 정설로 굳어져있다. 따라서 초대 천황의 즉위년도부터가 조작되었으므로 뒤를 이은 여덟명의 천황은 실존여부도 불분명하고 재위년도는 허구라는 것이 비실존설의 주된 근거이다.
- 여덟명의 천황들의 수명은 비정상적으로 긴데, 진무 천황은 137세(일본서기는 127세)까지 생존하였다고 기록하였으며 이는 고대 천황과 황실의 존재를 신비하게 보이기 위해 창조된 것임을 시사한다.
- 8세기 경에 쓰여진 《일본서기》에 의하면 초대 진무 천황의 호칭인 '始馭天下之天皇'과, 10대 스진 천황의 칭호인 '御肇國天皇'은 모두 '하츠쿠니시라스스메라미코토'라고 읽는데, '처음으로 나라를 다스린 천황'으로 해석한다면 초대 천황이 두명 존재하게 된다. 이로 인해 본래 스진 천황이 초대 천황이었지만, 황실 족보인 「제기(帝紀)」와 고대의 역사서인 「구사(旧辞)」의 편찬자들에 의해 진무 천황과 그 뒤를 잇는 8명의 천황의 계보가 첨가된 것이라고 추측할 수 있다. 또한 진무 천황의 칭호인 '천하(天下)'라고 하는 추상적인 단어는 스진 천황의 칭호인 '구니(国)'라고 하는 구체적인 단어와 달리 형이상적인 개념으로, 후대에 창작되었을 것이라고 의심되고 있다.[16]
- 4대 천황과 6대부터 9대 천황의 시호가 고대 일본식 시호(和風諡号)인데, 이러한 일본식 시호가 제도화 된것은 6세기 후반의 일이다. 미칭을 넣어 시호를 짓는 일본식 시호법은 7, 8세기 천황의 시호에서 자주 나타나며, 이들 결사팔대의 천황들을 후세에 황통에 끼워넣으면서 생긴것이라는 견해가 일반적이다.[17]
- 결사팔대의 천황들은 모두 부자(父子) 상속으로 계승하였으며, 형제 상속은 부정시되고 있다. 고대사에서 빈번하게 나타나는 형제 상속이 결사팔대에서는 부정되며 이는 고대의 관습에 역행한다.[18] 또한 이들 천황들의 비정상적인 수명을 생각하면, 천황가의 역사가 오래되었음을 과시하기 위해 동세대간의 형제상속을 부자상속으로 바꿨다고 볼 수 있다.[19]
- 결사팔대의 천황들의 능묘는 모순점이 많다. 제10대 스진 천황 이후의 능묘는 그 소재지와 고고학적 모순점이 발견되지 않지만, 제9대 가이카 천황 이전은 고고학적으로 보아도 후세에 축조된 고분이라고는 자연구릉 밖에 없다.[20]

### 내용주
1. ↑  여러 개의 이명(異名)이나 훈독이 존재하지만, 표기는 直木 2005에 수록된 표를 따랐다.
2. ↑  후비에 관한 정리는 直木 1964, p. 219에 수록된 표를 따랐다. 괄호로 표기된 것은 “씨성(氏姓)인지 명확하지 않은 것, 혹은 신(神)을 나타내는 것”이다.
3. ↑  直木 1964, p. 219에 실린 표에 (오호야마토)(意富夜麻登)가 두 열에 나란히 배치되어 있어 이에 따랐다.
4. ↑  다만, 『제기(帝紀)』를 계보, 『구사(旧辞)』를 이야기로 보는 통설은 현재 재검토되고 있다. 엔도 게이타(遠藤慶太)에 따르면, 『상궁성덕법황제설(上宮聖徳法王帝説)』 등 고사료 가운데는 『제기』를 인용하는 형식으로 구체적인 역사적 사건의 기록을 전하는 경우가 있으며, 『제기』의 내용이 계보 정보에만 한정되지 않았음은 명백하다고 한다[4].
5. ↑  나오키 고지로에 의하면, 공표된 자료 중에서는 히고 가즈오(肥後和男)의 「왜의 결사 시대에 대한 고찰」(1935)이 전쟁 이전에 결사 팔대(欠史八代)의 실재 문제에 대해 논의한 몇 안 되는 자료 중 하나라고 한다. 다만, 나오키 고지로는 결사 팔대 연구사에 대해 포괄적인 조사를 진행한 것은 아니라고 단언하고 있다[5].

### 참조주
1. 1 2 3  木下 1993, p. 263
2. ↑  坂本 1970, pp. 68-70
3. ↑  坂本 1970, p. 70
4. ↑  遠藤 2018, p. 120
5. 1 2 3 4 5 6  直木 2005, p. 3
6. 1 2  遠藤 2015, p. 14
7. 1 2  遠藤 2015, p. 15
8. ↑  直木 2005, p. 9
9. ↑  大津透 2017, 144쪽.
10. ↑  直木 2005, p. 9
11. ↑  直木 2005, p. 5
12. ↑  直木 2005, p. 3
13. ↑  直木 2015, p. 8
14. ↑  木下 1993, p. 263
15. ↑  井上 1973, pp. 269-270
16. ↑  (直木 1990)P20
17. ↑  (井上 1973)P269-270
18. ↑  (井上 1973)P270-272
19. ↑  (遠山 2001)P62
20. ↑  (直木 1990)P32

## 참고 자료
- 井上光貞 (1960년 4월). 《日本国家の起源》. 岩波新書. 岩波書店. ISBN 978-4-00-413090-1. 다음 글자 무시됨: ‘和書’ (도움말);
- 井上光貞 (1973년 10월). 《日本の歴史1 神話から歴史へ》. 中公文庫. 中央公論社. ISBN 978-4-12-200041-4. 다음 글자 무시됨: ‘和書’ (도움말)
- 遠藤慶太 (2012년 8월). 《東アジアの日本書紀 歴史書の誕生》. 歴史文化ライブラリー 349. 吉川弘文館. ISBN 978-4-642-05749-3. 다음 글자 무시됨: ‘和書’ (도움말);
- 遠藤慶太 (2015년 2월). 《日本書紀の形成と諸資料》. 塙書房. ISBN 978-4-8273-1272-0. 다음 글자 무시됨: ‘和書’ (도움말);
- 遠藤慶太 (2018년 4월). 〈Ⅱ部 日本書紀の前史 2 古事記と帝紀〉. 《日本書紀の誕生 －編纂と受容の歴史－》. 八木書店. ISBN 978-4-8406-2225-7. 다음 글자 무시됨: ‘和書’ (도움말);
- 大津透 (2017년 12월). 《天皇の歴史 1 神話から歴史へ》. 講談社学術文庫. 講談社. ISBN 978-4-06-292481-8. 다음 글자 무시됨: ‘和書’ (도움말)
- 笠井倭人 (1957년 3월). “記紀系譜の成立過程について”. 《史林》 (史学研究会). NAID 120006818077. 다음 글자 무시됨: ‘和書’ (도움말);
- 川田順造 (1976년 12월). 《無文字社会の歴史》. 岩波書店. ISBN 978-4-00-002211-8. 다음 글자 무시됨: ‘和書’ (도움말)
- 木下礼仁 (1993년 10월). 《日本書紀と古代朝鮮》. 塙書房. ISBN 978-4-8273-1101-3. 다음 글자 무시됨: ‘和書’ (도움말)
- 河内春人 (2018년 1월). 《倭の五王 王位継承と五世紀の東アジア》. 中公新書. 中央公論新社. ISBN 978-4-12-102470-1. 다음 글자 무시됨: ‘和書’ (도움말);
- 坂本太郎 (1970년 11월). 《六国史》. 日本歴史叢書. 吉川弘文館. ISBN 978-4-642-06602-0. 다음 글자 무시됨: ‘和書’ (도움말)
- 笹川尚紀 (2016년 3월). 《日本書紀成立史攷》. 塙書房. ISBN 978-4-8273-1281-2. 다음 글자 무시됨: ‘和書’ (도움말);
- 篠川賢 (2015년 9월). 《物部氏の研究 【第二版】》. 日本古代氏族研究叢書 1. 雄山閣. ISBN 978-4-639-02375-3. 다음 글자 무시됨: ‘和書’ (도움말);
- 関根淳 (2017년 9월). “古代国家の形成と史書”. 《歴史評論》 (校倉書房) 809: 18–27. NAID 40021289543. 다음 글자 무시됨: ‘和書’ (도움말);
- 関根淳 (2020년 7월). 《六国史以前 日本書紀への道のり》. 歴史文化ライブラリー 502. 吉川弘文館. ISBN 978-4-642-08385-0. 다음 글자 무시됨: ‘和書’ (도움말);
- 直木孝次郎 (1964년 12월). 《日本古代の氏族と天皇》. 塙書房. ISBN 978-4-8273-1012-2. 다음 글자 무시됨: ‘和書’ (도움말)
- 直木孝次郎 (1990년 6월). 《日本神話と古代国家》. 講談社学術文庫. 講談社. ISBN 978-4-06-158928-5. 다음 글자 무시됨: ‘和書’ (도움말);
- 直木孝次郎 (2005년 12월). 《日本古代の氏族と国家》. 吉川弘文館. ISBN 978-4-642-02442-6. 다음 글자 무시됨: ‘和書’ (도움말)
- 直木孝次郎 (2015년 1월). 《日本古代史と応神天皇》. 塙書房. ISBN 978-4-8273-1270-6. 다음 글자 무시됨: ‘和書’ (도움말);
- 若井敏明 (2010년 4월). 《邪馬台国の滅亡 大和王権の征服戦争》. 歴史文化ライブラリー 294. 吉川弘文館. ISBN 978-4-642-05694-6. 다음 글자 무시됨: ‘和書’ (도움말);
- 平林章仁 (2016년 11월). 《蘇我氏の研究》. 日本古代氏族研究叢書 5. 雄山閣. ISBN 978-4-639-02446-0. 다음 글자 무시됨: ‘和書’ (도움말)
- 溝口睦子 (2009년 1월). 《アマテラスの誕生 －古代王権の源流を探る》. 岩波新書. 岩波書店. ISBN 978-4-00-431171-3. 다음 글자 무시됨: ‘和書’ (도움말);
- 矢嶋泉 (2008년 9월). 《古事記の歴史意識》. 歴史文化ライブラリー 260. 吉川弘文館. ISBN 978-4-642-05660-1. 다음 글자 무시됨: ‘和書’ (도움말);
- 義江明子 (2004년 10월). 《古代女性史への招待 〈妹の力〉を越えて》. 吉川弘文館. ISBN 978-4-642-07937-2. 다음 글자 무시됨: ‘和書’ (도움말)
- 義江明子 (2011년 4월). 《古代王権論 神話・歴史感覚・ジェンダー》. 岩波書店. ISBN 978-4-00-022910-4. 다음 글자 무시됨: ‘和書’ (도움말);
- 吉村武彦 (2020년 11월). 《新版 古代史の基礎知識》. 角川選書. 角川書店. ISBN 978-4-04-703672-7. 다음 글자 무시됨: ‘和書’ (도움말)